# Protein Efficiency Ratio
Il Protein Efficiency Ratio o PER (tradotto come Tasso di efficienza della proteina) è un indice per valutare la qualità delle proteine alimentari.

## Aspetti generali
Il PER rappresenta l'ammontare totale di peso aumentato in grammi in relazione alla quantità di proteine consumate in grammi. Ad esempio, un PER di 2.5 significa che per ogni grammo di proteine assunte sono guadagnati 2.5 g di peso. Una fonte proteica con un PER maggiore di 2.7 è considerata di alta qualità. Poiché è impossibile misurare l'aumento di peso in grammi nell'uomo, il PER è generalmente misurato su animali giovani e in crescita sottoposti ad una dieta il cui peso è composto per il 10% da proteine. Questo metodo tuttavia potrebbe non essere considerato appropriato per l'uomo.
La Food and Drug Administration suggerì l'uso del PER valutando la caseina come modello di riferimento per classificare gli alimenti proteici, ma questa valutazione è stata criticata ai fini del calcolo del fabbisogno proteico dell'uomo.
Sebbene l'uso del PER per classificare la qualità delle proteine per l'uomo sia discutibile, è interessante notare che alcuni studi su animali hanno scoperto che combinare proteine animali (30%) e vegetali (70%) eleva maggiormente il valore del PER rispetto al consumo delle proteine animali o vegetali assunte singolarmente. Questo vantaggio può avere a che fare con la "combinazione" delle proteine per diminuire l'impatto dell'amminoacido limitante. I soggetti che intendono ridurre l'assunzione di proteine animali possono quindi riuscire a raggiungere valori PER più alti con una combinazione di proteine animali e vegetali rispetto a chi mangia solo proteine animali.

## Altri indici di qualità proteica
- Valore Biologico (VB)
- Punteggio chimico
- Punteggio degli amminoacidi corretto per la digeribilità (PDCAAS)
- Net Protein Utilization (NPU)
- Rapporto proteico netto (NPR)